# Distrito electoral de Spalding (condado de Greeley, Nebraska)
Spalding (en inglés: Spalding Precinct) es un distrito electoral ubicado en el condado de Greeley en el estado estadounidense de Nebraska. En el Censo de 2010 tenía una población de 815 habitantes y una densidad poblacional de 2,54 personas por km².

## Geografía
Spalding se encuentra ubicado en las coordenadas 41°39′4″N 98°24′18″O / 41.65111, -98.40500. Según la Oficina del Censo de los Estados Unidos, Spalding tiene una superficie total de 320.88 km², de la cual 320.53 km² corresponden a tierra firme y (0.11%) 0.35 km² es agua.

## Demografía
Según el censo de 2010, había 815 personas residiendo en Spalding. La densidad de población era de 2,54 hab./km². De los 815 habitantes, Spalding estaba compuesto por el 96.56% blancos, el 1.47% eran afroamericanos, el 0.25% eran amerindios, el 0.12% eran asiáticos, el 0% eran isleños del Pacífico, el 1.35% eran de otras razas y el 0.25% pertenecían a dos o más razas. Del total de la población el 1.72% eran hispanos o latinos de cualquier raza.